# Tetrastichus auplopus
Tetrastichus auplopus är en stekelart som beskrevs av Burks 1963. Tetrastichus auplopus ingår i släktet Tetrastichus och familjen finglanssteklar. Inga underarter finns listade i Catalogue of Life.